# BBC Food
BBC Food var en TV-kanal inom BBC vars program handlar om mat.
Kanalen lanserades först i Afrika via plattformen DStv år 2002. Europeisk premiär fick kanalen i de nordiska länderna i juni 2003 via satellit-TV-bolaget Canal Digital. Den lanserades senare under året även på ett antal kabelsystem.
Under november 2008 lades den och BBC Prime ner på den nordiska marknaden och ersattes av BBC Entertainment och BBC Lifestyle.